# Motorový vůz 809
Motorové vozy řady 809 vznikly v polovině 90. let 20. století úpravou motorových vozů řady 810 provozovaných Českými drahami. Nejednalo se o modernizaci v pravém slova smyslu, ale pouze o úpravu části vozů pro specifické odbavení cestujících.

## Úpravy vozů řady 810 na řadu 809

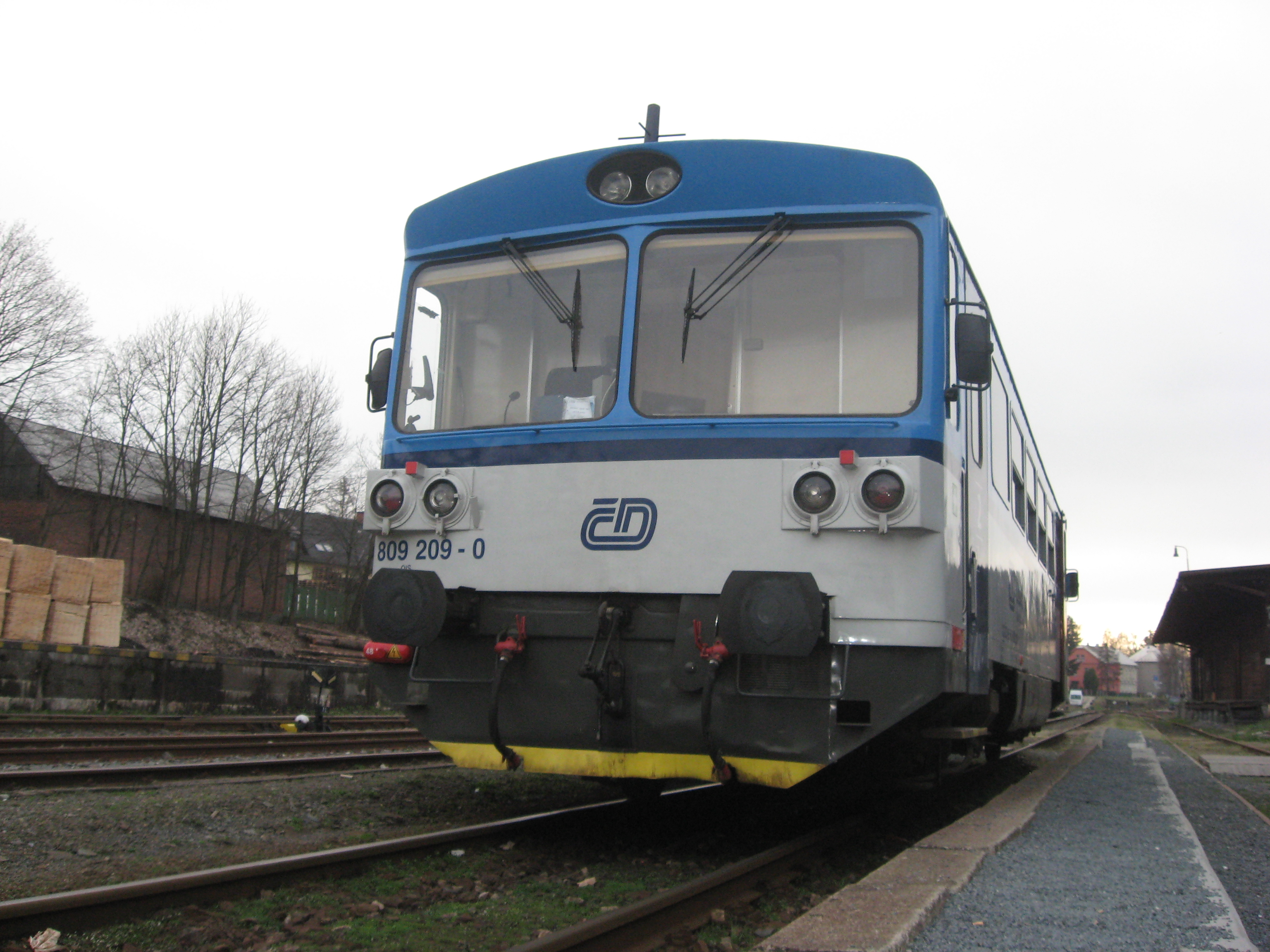
Motorový vůz 809.209 ve stanici Rýmařov

Konstrukce motorového vozu nebyla nijak upravena. Největší změnou bylo mírné posunutí příček oddělujících kabiny strojvedoucího od nástupního prostoru, díky čemuž obsluha vozidla získala o trošku více prostoru. Hlavní úpravou, která souvisí s původním účelem těchto rekonstrukcí, bylo osazení okénka do těchto příček, aby strojvedoucí mohl sám prodávat nebo kontrolovat jízdní doklady. Dalšími změnami bylo dosazení informačního systému pro cestující společně se signalizací pro zastavení na zastávce na znamení, vozidlová radiostanice či nové zařízení kontroly bdělosti strojvedoucího. V roce 1997 byly do vozů dodatečně instalovány označovače jízdenek.

## Vývoj a výroba
K úpravám na řadu 809 se České dráhy rozhodly v souvislosti s nehospodárným provozem na některých místních tratích, kde byla frekvence cestujících velmi slabá. Proto byly v roce 1994 ve Studénce upraveny tři vozy řady 810 pro provoz s takzvaným obsazením 0/0S, což znamená, že doprovod vlaku takového motorového vozu je složen pouze z lokomotivní čety (strojvedoucí), který plní zároveň povinnosti vlakové čety (tzv. komerční odbavení cestujících): strojvedoucí tedy měl kontrolovat při nástupu jízdní doklady a v neobsazených stanicích či zastávkách měl sám jízdenky i prodávat. Tyto tři vozy jezdily zkušebně na tratích Lysá nad Labem – Milovice, Kralupy nad Vltavou – Velvary, Vranovice – Pohořelice. Do roku 1996 je pak následovalo dalších 25 kusů, které byly poté nasazeny na dalších tratích.[zdroj?] Upravené vozy byly původně stále označeny řadou 810, přečíslování na řadu 809 s původními inventárním čísly se uskutečnilo 1. dubna 1996.

## Provoz
Vozy řady 809 byly v roce 2023 dislokovány ve Veselí nad Moravou (5 vozů), Šumperku (2 vozy), přičemž největším provozovatelem těchto motorových vozů je SÚ Louny, které má ve stavu 19 motorových vozů řady 809. Jeden vůz (809.527) již byl v důsledku nehody vyřazen,[zdroj?] jeden (809.552) byl použit pro přestavbu na motorový vůz jednotky řady 814 (814.210). Vůz 809.232 byl v září 2023 prodán dopravci KŽC Doprava.

## Budoucnost
Od GVD 2025/2026 by měly být na tratích 110, 111 na většině spojů nahrazeny pravděpodobně motorovými vozy řady 841.2 v nátěru Pražské integrované dopravy, čímž se jejich potřeba sníží.[zdroj?]

### Nasazení
GVD 2024/2025
Středočeský kraj
- Kralupy nad Vltavou – Slaný – Louny
- Kralupy nad Vltavou – Velvary
- Neratovice – Čelákovice
- Zadní Třebaň - Lochovice
- Neratovice – Kralupy nad Vltavou